# Neolophonotus albocuneatus
Neolophonotus albocuneatus là một loài ruồi trong họ Asilidae. Neolophonotus albocuneatus được Hull miêu tả năm 1967. Loài này phân bố ở vùng nhiệt đới châu Phi.